# Monrovia Black Star FC
LPRC Oilers is een Liberiaanse voetbalclub uit de hoofdstad Monrovia en speelt in de Premier League. De club werd in 1980 opgericht.

## Erelijst
- Liberiaans landskampioenschap

2008
- Beker van Liberia

2008